# Кампу-Алегри (Алагоас)
Кампу-Алегри (порт. Campo Alegre) — муниципалитет в Бразилии, входит в штат Алагоас. Составная часть мезорегиона Восток штата Алагоас. Входит в экономико-статистический микрорегион Сан-Мигел-дус-Кампус. Население составляет 41 028 человек на 2000 год. Занимает площадь 308,06 км².

## История
Город основан в 1960 году.

## Статистика
- Индекс развития человеческого потенциала составляет 0,600 (данные: Программа развития ООН).

## География
Климат местности: умеренный.